# Rue de la Molignée (Bruxelles)
Pour les articles homonymes, voir Rue de la Molignée.
La rue de la Molignée est une rue bruxelloise de la commune d'Auderghem qui va de la rue de l'Amblève à l'avenue des Volontaires sur une longueur de 280 mètres.

## Historique et description
En 1908, pas moins de sept voies publiques furent aménagées aux alentours de la brasserie de la Chasse Royale. 
Le chemin allait recevoir le nom de la rivière belge, le 9 mai 1913. Quatre rues furent alors tracées sur ce que l’on continuait d’appeler le champ de Jéricho. Ces rues reçurent chacune le nom d’une rivière wallonne :
- rue du Bocq ;
- rue de la Molignée ;
- rue du Houyoux ;
- rue de l'Amblève.

Jusqu’à la fin du XIXe siècle, l’eau potable devait toujours être puisée aux pompes publiques. La distribution de l’eau courante telle que nous la connaissons aujourd’hui à Bruxelles et environs date de cette époque. Cette eau, indispensable, provenait de rivières wallonnes.
Par manque de fonds, les travaux pour l’aménagement de la seconde partie de la rue durent être remis à 1936 et son pavement à 1938.
- Premier permis de bâtir le 9 septembre 1932 pour le no 64.

## Situation et accès
| ___ | Ce site est desservi par la station de métro : Pétillon. |